# Xylomelum angustifolium
Xylomelum angustifolium är en tvåhjärtbladig växtart som beskrevs av Kipp. och Meissn.. Xylomelum angustifolium ingår i släktet Xylomelum och familjen Proteaceae. Inga underarter finns listade i Catalogue of Life.